# Corythucha aesculi
Corythucha aesculi är en insektsart som beskrevs av Henry Fairfield Osborn och Drake 1916. Corythucha aesculi ingår i släktet Corythucha och familjen nätskinnbaggar. Inga underarter finns listade i Catalogue of Life.